# XVII Concilio de Toledo
Concilio de obispos del Reino de los Visigodos en España, celebrado en Toledo en el año 694.
Insatisfecho el rey Égica con las decisiones del Concilio anterior contra los judíos y de la falta de entusiasmo de los obispos, convocó uno nuevo que se inició el 9 de noviembre en la Iglesia de Santa Leocadia, sin que se haya podido establecer cuantos obispos asistieron.
El rey justificó la convocatoria sobre la base de un complot de los judíos contra los reyes de todo el orbe, e incluso aseguró que en algunos territorios los judíos se habían rebelado y puesto de acuerdo con los judíos marroquíes para hacer de España un estado mosaico.
El rey indicó que sabía por confesiones de judíos conversos que los hebreos hispanos habían conspirado con los de otros lugares para rebelarse juntos contra los cristianos. Égica aludía a su piedad para con los judíos y exhibía como prueba que les había permitido conservar sus esclavos cristianos si ellos se convertían al cristianismo. Aseguraba que los judíos conversos habían continuado en sus creencias secretamente, y proponía terminar con ellos convirtiéndolos en esclavos, excepto en la Narbonense, donde la epidemia de cólera que asolaba la provincia había provocado un descenso alarmante de población y donde los judíos solo serían condenados a entregar sus propiedades al dux (véase: Pandemias de cólera en España).

## Disposiciones de orden religioso
Los obispos confirmaron lo dicho por el rey y en su nombre ordenaron que fueran desposeídos de todas sus propiedades y convertidos en esclavos junto con sus mujeres e hijos. En adelante, no podrían ser manumitidos ni, en su condición de esclavos, se les permitiría practicar su religión. Los esclavos cristianos de los judíos serían liberados y el rey designaría a algunos de tales esclavos cristianos para que recibieran a los judíos esclavizados, con la condición de que pagaran los impuestos que antes pagaban los israelitas, incluido el impuesto especial sobre los judíos. Así  mismo, perderían la custodia de sus hijos, que serían dados para educar a familias cristianas.
Se citaron algunas irregularidades de los sacerdotes: cobrar por bautizar y por administrar el crisma en dicho acto y en la confirmación y por las promociones de oficios y cargos.

## Disposiciones de orden político
En la línea de las decisiones políticas que gran parte fundamental de los Concilios, se declaró el anatema sobre todo aquel que después de muerto Égica ofendiese a su viuda o a sus hijos, dándose una detallada lista de las ofensas. Y se solicitaban oraciones por el bienestar del rey y de la familia real en todas las iglesias catedralicias del reino, todos los días del año excepto el Viernes Santo.